# Adalino Mealli
Adalino Mealli (Loro Ciuffenna, 20 aprile 1910 – Loro Ciuffenna, 9 gennaio 2001) è stato un ciclista su strada italiano.
Professionista e indipendente tra il 1934 e il 1947, vinse due tappe al Giro di Svizzera.

## Carriera
Ciclista dell'U.C. Pistoiese, come indipendente e professionista corse per le squadre di marca Legnano, Wolsit (sottomarca della Legnano) e Lygie. Nel 1934 vinse due tappe al Giro del Lazio, la Coppa Zucchi e la sesta tappa del Giro di Svizzera, da Berna a Basilea. Nel 1935 vinse la quinta tappa del Giro di Svizzera, da Ginevra a Berna, mentre nel 1936 vinse una tappa del Giro delle Quattro Province del Lazio.
In carriera partecipò a quattro edizioni del Giro d'Italia tra il 1934 e il 1937, classificandosi quarto nel 1936.

## Palmarès
- 1928 (dilettanti)

Circuito di Cesa
- 1933 (dilettanti)

Coppa Ciuffenna
Tre Valli Varesine dilettanti
- 1934 (U.C. Pistoiese/Wolsit, quattro vittorie)

Coppa Zucchi
3ª tappa Giro del Lazio (Rieti > Formia)
4ª tappa Giro del Lazio
6ª tappa Giro di Svizzera (Berna > Basilea)
- 1935 (Legnano, una vittoria)

5ª tappa Giro di Svizzera (Ginevra > Berna)
- 1936 (Legnano, una vittoria)

1ª tappa, 2ª semitappa Giro del Lazio (Tagliacozzo > Avezzano)

## Piazzamenti

### Grandi Giri
- Giro d'Italia

1934: 14º
1935: 18º
1936: 4º
1937: 11º
1938: 10º
1939: 17º

### Classiche monumento
- Milano-Sanremo

1936: 8º
1937: 14º
1938: 25º
1940: 64º
- Giro di Lombardia

1935: 23º

### Competizioni mondiali
- Campionati del mondo

Montlhéry 1933 - In linea Dilettanti: ritirato